# Consell de Flandes

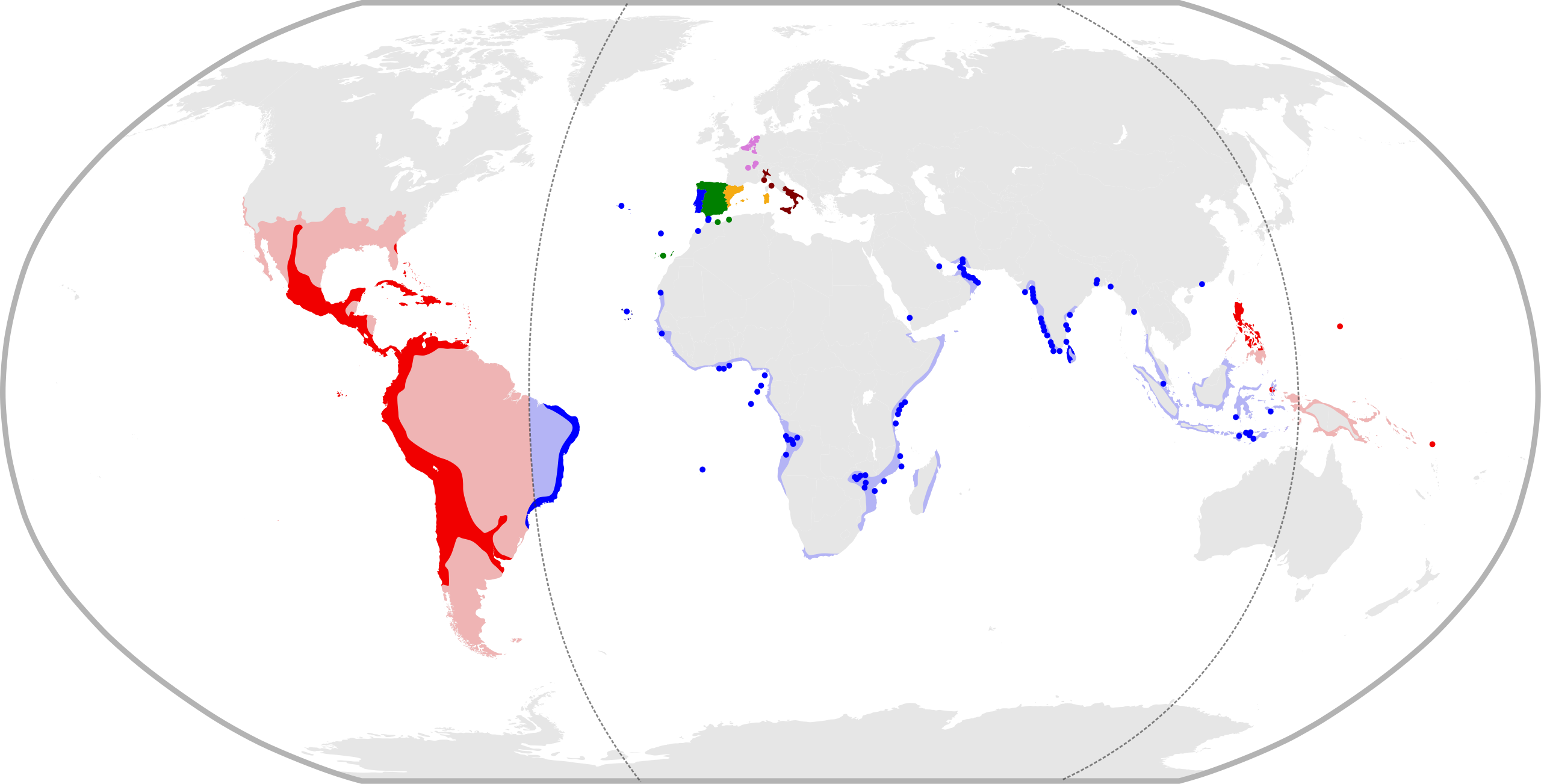
La Monarquia d'Espanya fou una monarquia configurada per un conjunt de dominis territorials que compartien el mateix monarca i on cadascun dels estats mantenia el seu idioma, lleis, i sistemes polítics propis. Cada conjunt territorial tenia un àmbit administratiu i jurisdiccional diferenciat, i el monarca hi governava assessorat per un Consell territorial específic per a cada domini territorial.
Territoris adscrits al Consell de Castella
Territoris adscrits al Consell d'Aragó
Territoris adscrits al Consell de Portugal
Territoris adscrits al Consell d'Itàlia
Territoris adscrits al Consell d'Índies
Territoris adscrits al Consell de Flandes

El Consell de Flandes era la institució de govern de la monarquia espanyola dels Àustries encarregada de les qüestions dels Països Baixos espanyols.
Era similar al Consell d'Itàlia o al d'Índies, que regien altres territoris de la corona segons l'anomenat règim polisinodial.